# شهرداری آراچینوو
شهرداری آراچینوو (به لاتین: Aračinovo Municipality) یک منطقهٔ مسکونی است که در مقدونیه شمالی واقع شده‌است. شهرداری آراچینوو ۳۱٫۳ کیلومتر مربع مساحت و ۱۱٬۵۹۷ نفر جمعیت دارد.